# Красный Яр (Слободо-Туринский район)
Красный Яр — деревня в Слободо-Туринском районе Свердловской области России, входит в состав муниципального образования «Слободо-Туринское сельское поселение». 

## География
Красный Яр расположен в 7 километрах (по дорогам в 15 километрах) к востоку-юго-востоку от села Туринская Слобода, на левом берегу реки Туры. В половодье автомобильное сообщение с деревней затруднено.

## Население
| 2002 | 2010 | 2021 |
| ---- | ---- | ---- |
| 304  | ↘255 | ↘185 |